# ごめんね青春!
『ごめんね青春!』（ごめんねせいしゅん）は、2014年10月12日から12月21日まで毎週日曜日21:00 - 21:54に、TBS系「日曜劇場」枠で放送されたテレビドラマ。脚本は宮藤官九郎、主演は錦戸亮。
静岡県三島市の高等学校を舞台とし、主人公の教師・原平助の青春時代の罪の告白と赦しをメインテーマとしつつ、細かなギャグの多用と恋愛模様を織り交ぜて彼と周囲の人々の青春を描く学園コメディドラマであり、ドラマオリジナル作品となっている。

## 企画・制作
『池袋ウエストゲートパーク』や『木更津キャッツアイ』などの作品を手がけてきた脚本の宮藤およびプロデューサーの磯山晶のコンビによる作品で、宮藤による前年の大ヒット作品『あまちゃん』以後初のテレビドラマとして注目された。
宮藤にとっては初の学園もののドラマであるが、いじめや学級崩壊といった現実的学校の問題はあえて描かず、せめてドラマの中だけでも「平和で楽しく、賑やか」な学園生活を、という狙いの下、「ただ漫然と1クールを描き切る」ことを目指すとしている。
大まかな内容としては、「地元」に縛られて生きる主人公の教師が勤める仏教系男子校が近隣のカトリック系女子校と合併し共学化することになり、その前に行われる合同の文化祭を成功させるために邁進するというもので、宮藤や磯山によれば、別学校出身者の男女共学に対する幻想や、親子や男女の差、宗教観の差を乗り越えた相互理解を描き、年代を超えて楽しめる娯楽作品を目指すとしている。
舞台である静岡県三島市の三島市役所商工観光課は撮影協力としてクレジットされており、ご当地グルメのみしまコロッケなども登場した。また、タイアップ商品としてみしまコロッケを使用した惣菜パン「みしまコロッケパン」が日本全国のローソンで発売された。ロケ地としては、静岡県立三島北高等学校（東高外観ロケ地）、千葉英和高等学校（三女外観ロケ地）、源兵衛川、楽寿園、伊豆・三津シーパラダイス、三嶋大社、白滝公園などが登場した。
なお、劇中人物にはユニークなあだ名が付けられているが、これらは全て宮藤が役者に会った印象などをもとに付けているものであった。

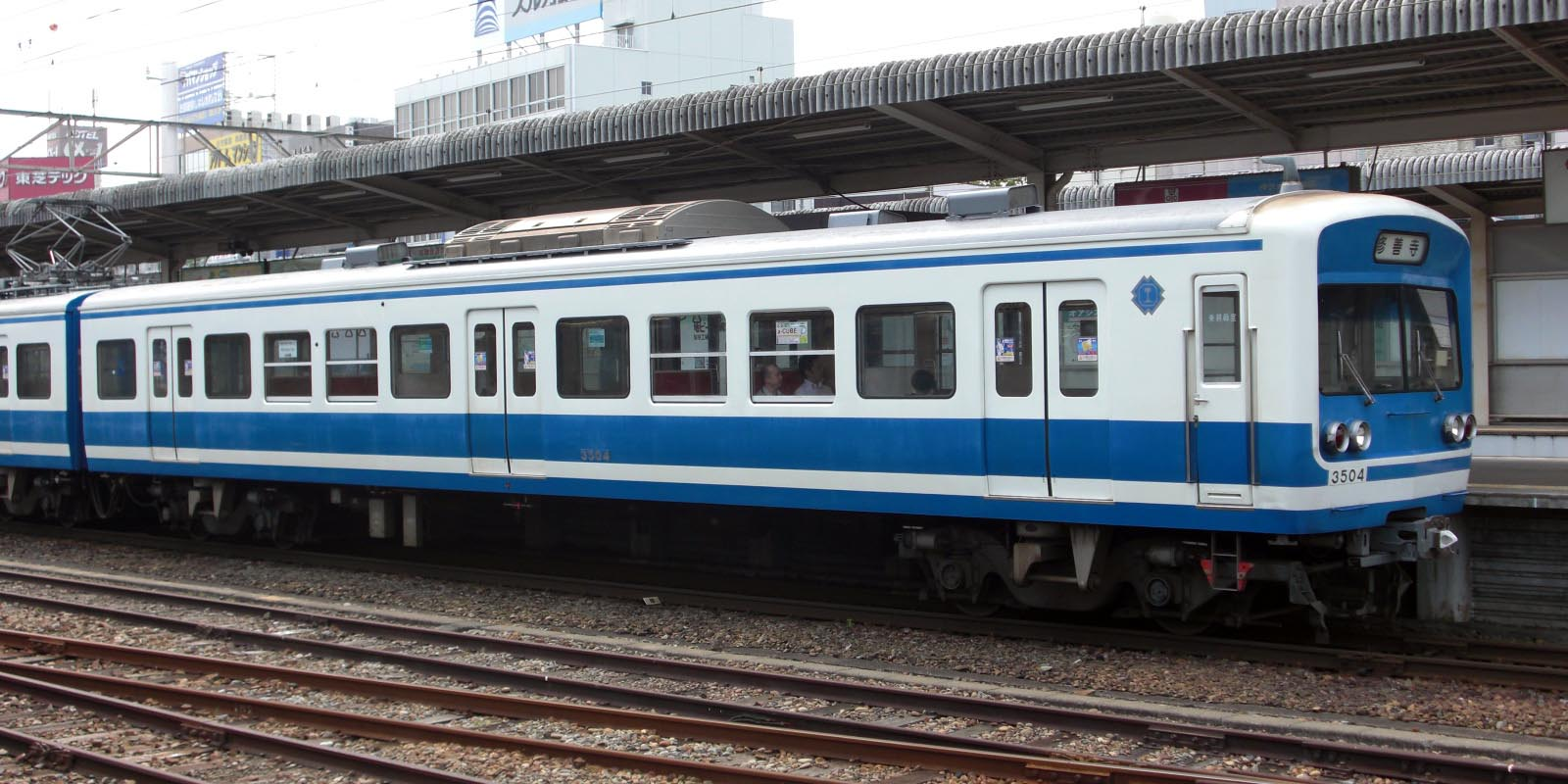
劇中に登場する伊豆箱根鉄道駿豆線クハ3504車両
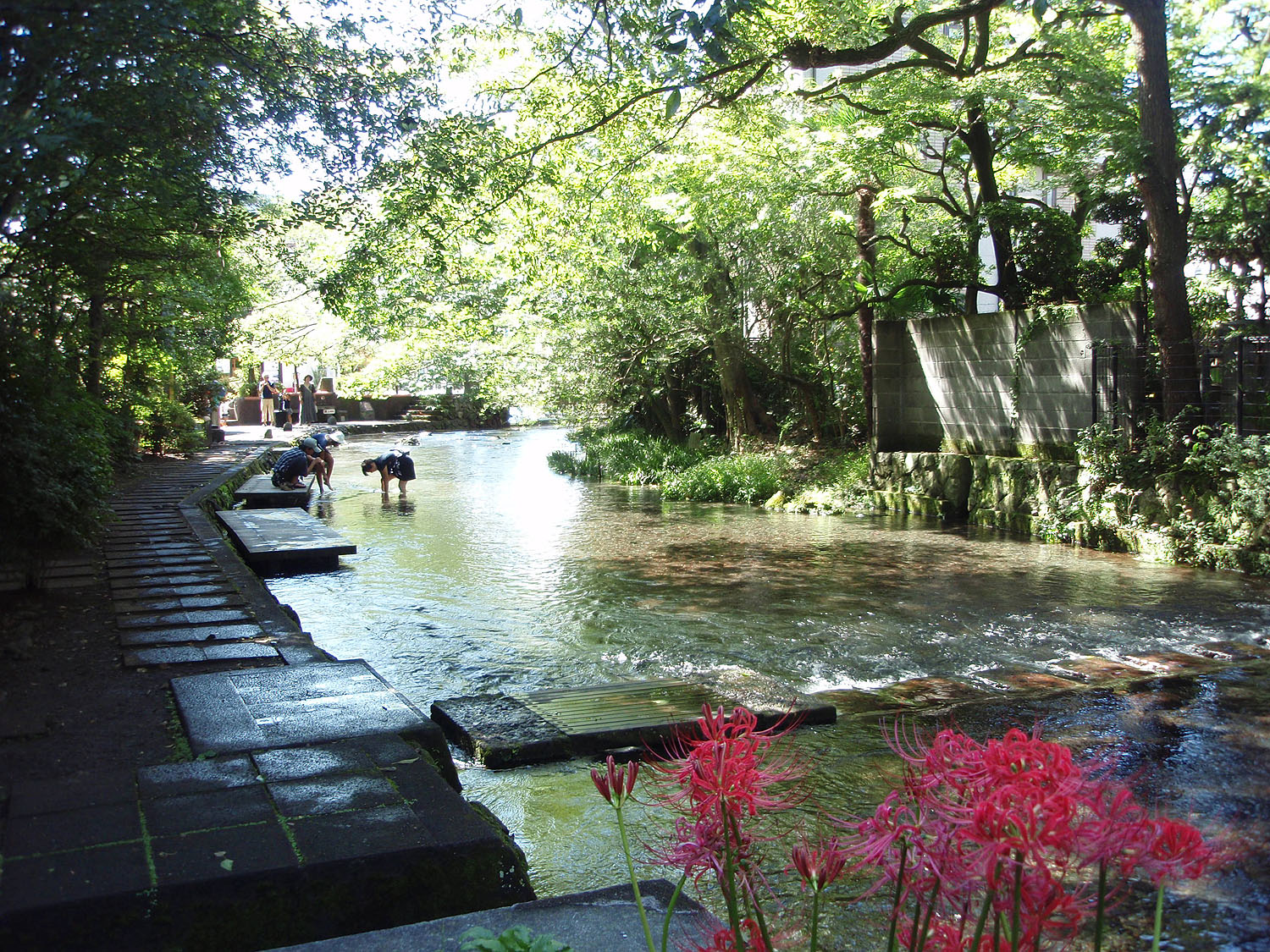
源兵衛川
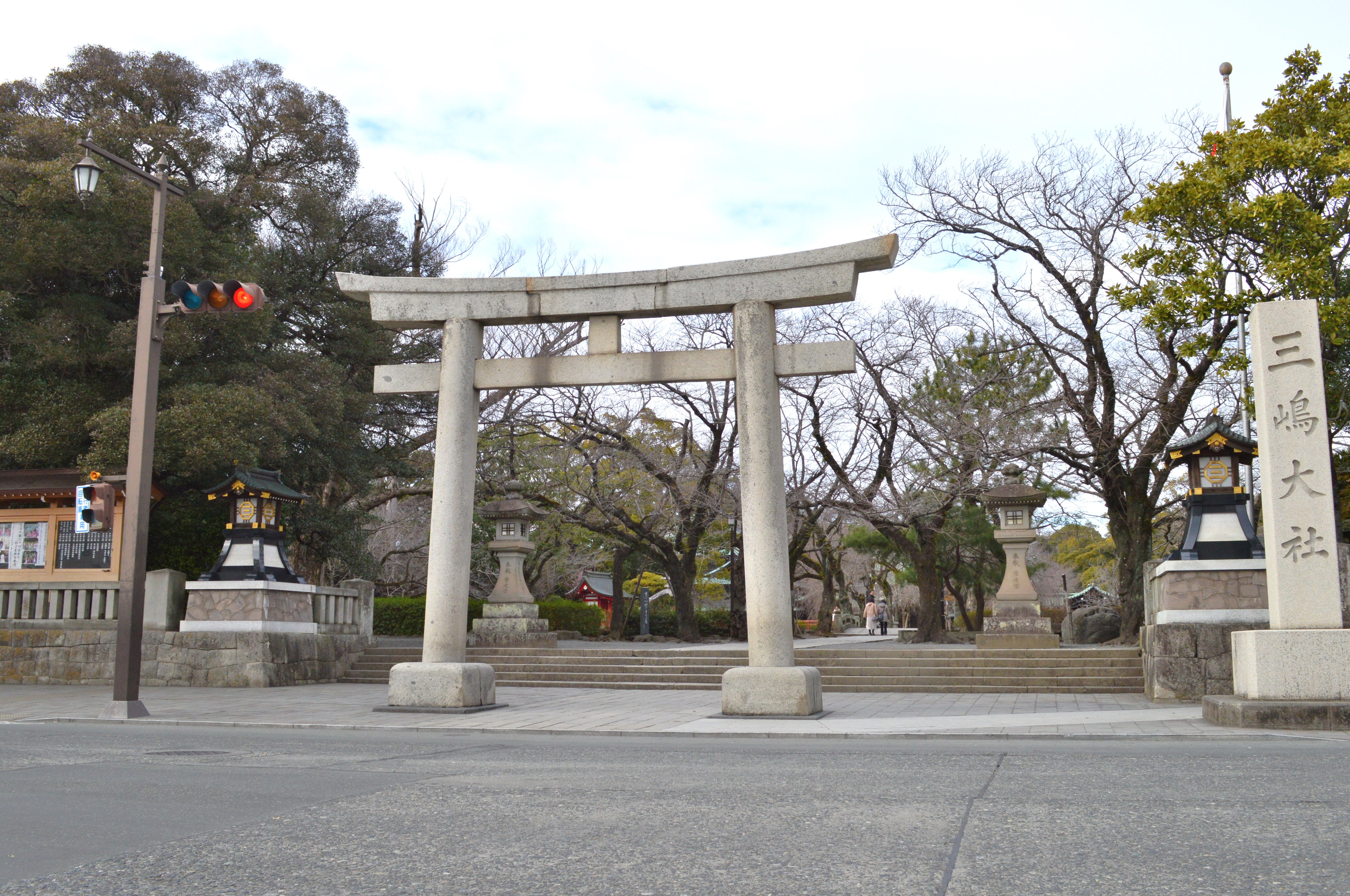
三嶋大社
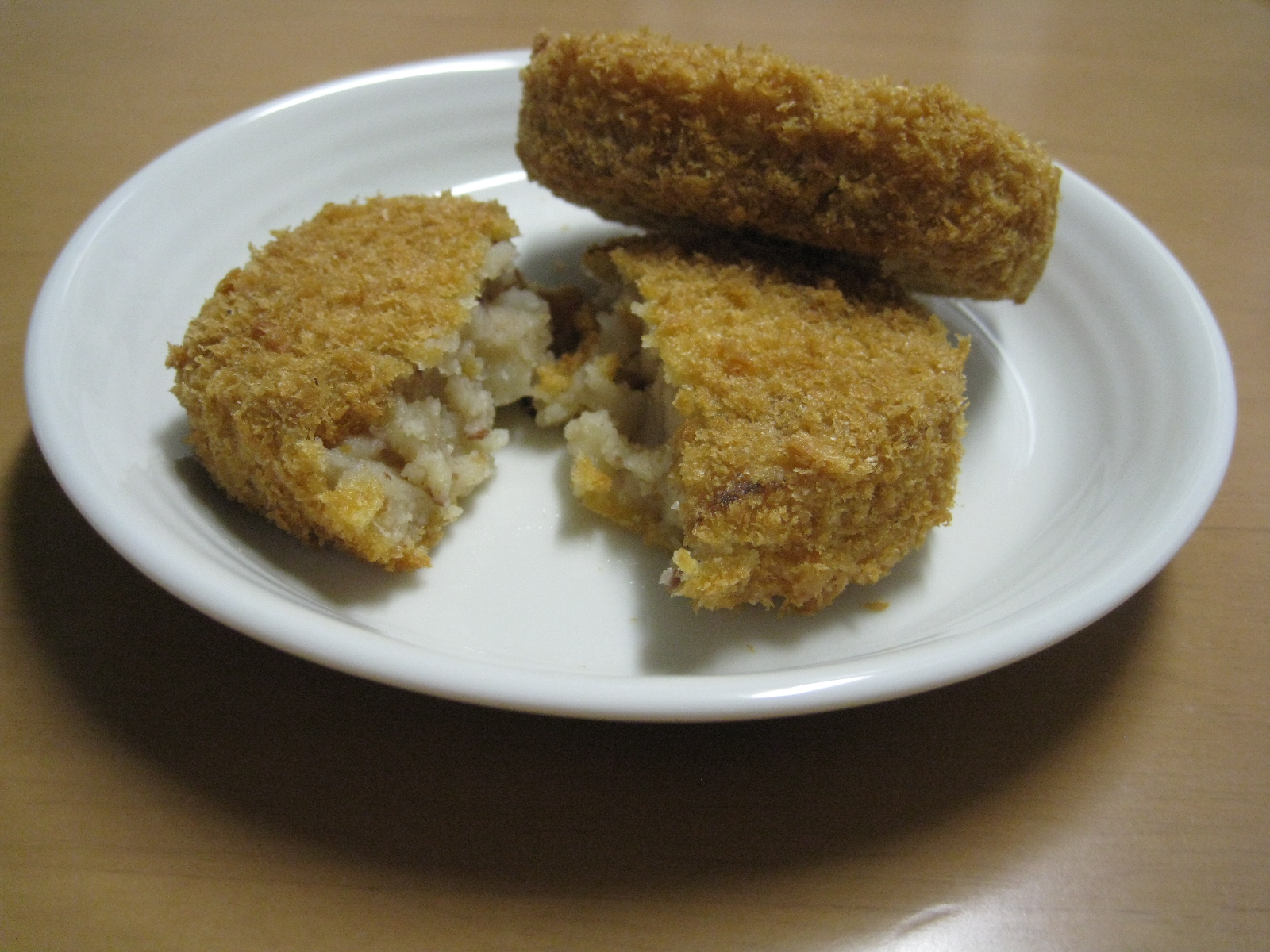
みしまコロッケ

### 作品の設定
作中の三島市には3つの私立高校があり、そのうちわずか100メートルの距離で隣接する2つの高校が舞台となる。主人公が勤務する男子校・駒形大学付属三島高校（こまがただいがくふぞくみしまこうこう）は偏差値44で、「質実剛健」を教育理念とする仏教系学校。近隣の共学の進学校・駿豆西高校（すんずにしこうこう）、通称・西高（にしこー）と区別するために東高（とんこー）と呼ばれるが、成績が劣るために蔑称のニュアンスを持っている。一方の聖三島女学院（せいみしまじょがくいん）はカトリック系の女子校（ミッションスクール）で、通称・三女（さんじょ）。偏差値60の進学校で、厳格な純潔主義を掲げるが、男女交際の全てを禁止しているわけではなく、西高生との交際は容認している。東高とも交流があったが、14年前の礼拝堂焼失事件以来、犬猿の仲となり東高生との交際は無期限停学の対象とされる。双方の学校とも、少子化と、とくに三女については礼拝堂再建とプール建設のための借金による経営難もあって何度も合併の話が出ている。経営陣の話し合いにより合併は決定したが学内外で反対の声は根強く、平助の提案により「お試し」という形で両校合同の共学クラスを半年間運営するということで一応の合意に達する。これにより平助担任の東高3年3組、りさ担任の三女3年C組が、それぞれ半分の生徒と担任教師を交換する。第5話において、合併後の校名は聖三島女学院の「聖」と駿河国の「駿」を取って駒形大学付属聖駿高校（せいしゅんこうこう）と決まる。
制服は東高が紫色の詰襟、三女がシスターをイメージしたもので、紺のジャケット（冬期）とジャンパースカートの上からデコルテを覆う白い襟カバーを身に付ける。一部の女生徒は十字架のペンダントを下げたり、ロザリオを持ち歩いている。東高・三女・西高の生徒はいずれも通学に実在する伊豆箱根鉄道駿豆線（通称：いずっぱこ）を利用しているという設定で、各最寄駅は東高が三島二日町駅、三女が三島田町駅（ただし東高生と一緒にいたくないため一駅手前で降りており実際は東高と同じ最寄駅である）、西高が三島広小路駅である。
また、劇中に架空のFM局「みしまエフエム」による『カバヤキ三太郎のごめんね青春!』という若者向けラジオ番組が登場し、登場人物たちがリスナーとして採用されるという場面も登場する。この劇中番組による「ごめんねウナギ」キャラクターグッズは本作の番組グッズとして実際に制作され販売された。
第5話以降には、三島市で現実に存在するマスコットキャラクター・みしまるくん・みしまるこちゃんが登場し、ドラマ内で豊がその着ぐるみを着ているというストーリーが描かれたが、ドラマ制作側や三島市の担当者からはあくまでフィクションであるこのドラマ内の設定で、現実のみしまるくんたちは妖精であり中に人は入っていないとする説明がされた。

## 放送・配信
初回および第5話は15分拡大で放送された（21:00 - 22:09）。初回はTBSほか一部地域で20:59 - 21:00にローカルセールスの事前枠『ごめんね青春!特別篇』も別途放送。第3話は『SMBC日本シリーズ2014 第2戦 阪神×ソフトバンク』放送延長により、開始時間が25分繰り下げされた（21:25 - 22:19）。
各回放送終了後、TBSオンデマンドにより有料見逃し配信されていた。
当初最終回は12月14日に予定していたが、第47回衆議院議員総選挙が同日に投開票され、その選挙特別番組『乱!総選挙2014』の放送のため休止となり、1週順延の12月21日に放送された。
本作に出演した重岡大毅が2021年7月期のドラマ『#家族募集します』に主演することを記念し、同年6月4日から動画配信サービス『Paravi』で初配信された。同時に、民放公式テレビポータル『TVer』や動画配信サイト『GYAO!』でも3～4話ずつ期間限定で配信された。
現在はNetflix、Paravi、U-NEXTでも配信されている。

## あらすじ
詳細は#エピソードリスト参照
仏教系男子校・「東高（とんこう）」こと駒形大学付属三島高校と近隣のカトリック系女子校・「三女（さんじょ）」こと聖三島女学院は険悪な仲であるが、経営難などの理由で合併することになる。東高OBで母校の教職に就く原平助は、合併前に両校の3年生の1クラスを実験的に共学クラスにすることを提案し実行される。両校が犬猿の仲になった原因は、平助が高校時代、三女の生徒・蜂矢祐子に恋をするも親友の蔦谷サトシに彼女を奪われた怒りで三女の礼拝堂を焼失させる事件を起こしたためであるが、平助はその罪を実家である寺の観音菩薩に宿る母・みゆきの霊以外には告白できないでいる。平助は罪滅ぼしのように両校生徒の交流を深めようとするも、祐子の妹である三女教師・蜂矢りさや女生徒たちの猛反発を受けてしまう。
しかし平助の説得や男女生徒が協力しての学力テストなどの交流を経て、生徒たちは次第に打ち解け彼らの間ばかりか周囲の大人たちの間にもいくつかの恋が芽生える。厳格なカトリック学校育ちで恋愛に無関心であったりさもまた、平助との間に運命を感じる出来事に遭い、一方的に平助との結婚を決意する。合併後の校名も「聖駿高校」と決まって、一同の共学化した学校への誇りもさらに高まる。平助は生徒の個人的な問題などにも対応しながら、「箱根まで駅伝」への出場、新しい校歌創作、そして合併成功の象徴たる合同文化祭「青春祭」の準備などに力を注ぐ。
同時期に平助は事件以来行方知れずだったサトシと14年ぶりに再会し、同じく失踪した祐子の事件当夜の様子やその後の蜂矢家の家庭崩壊を知り、母との対話を通じ自分の罪をいつ告白するべきか葛藤するが、幾度となくタイミングを逃す。そのうちに平助はりさからの告白を受け、結婚を前提とした友達からの交際を始めるがその矢先にフリーライターとなった祐子が聖駿高校に現れる。平助は祐子から青春祭の取材を受けるうちに、火災事件当時の両親が自分と事件の関わりに気付いていたことを知り、ついにりさに対し事件の真相を打ち明けるとともに愛の告白をする。りさは二人の運命を信じ乗り越える決意をする。
一同はついに始まった青春祭を楽しみ、平助は後夜祭の場でついに一同に真相を告白するが、事件当時の捜査が明らかになり平助の行為が火災の原因になった可能性はほとんどないと分かる。平助は教師を辞めるが、周囲の人々は平助を受け入れ、生徒たちは自分たちに青春の思い出をもたらした平助に感謝を捧げ、平助はりさにプロポーズをする。それぞれの進路を決めた生徒たちが卒業式を迎える日、平助もまた自分の青春からの卒業証書を受け取り物語は終わる。

## 登場人物

### 主要人物
原 平助（はら へいすけ）〈31〉
演 - 錦戸亮
本作の主人公。東高3年3組担任 → 三女3年C組（共学クラス）担任および生活指導担当。担当教科は国語。
永楽寺住職を務める原家の次男。独身で実家住まい。頼りなくて喧嘩も弱く、周りから見ると褒める点がすぐに見つけられない人格、父の平太からは童貞と決めつけられている。三女入りして付けられたあだ名は「タレカッパ」。だが、彼を慕う生徒や母親、どんまい先生には、「平ちゃん（先生）」と呼ばれる。親友のサトシのみ「べーやん」と呼ぶ。さまざまな思い出の品をジップロックに入れて保管している。教職に就く際の学習により、ピアノを多少弾くことができる。
14年前、サトシと祐子の裏切りに怒り、東高の屋上から三女へロケット花火20発以上を打ち込んだことが原因で火災事件に発展したと自覚しているが、そのことを申し出ることはできず今に至る。その事件がきっかけで以前にあった合併話が流れた自責の念により、合併推進派として生徒や教師を説得する。合併後の校名「聖駿高校」の名付け親になり、同校の新しい校歌を作曲する。
高校時代から『カバヤキ三太郎のごめんね青春!』の熱心なリスナーで、カバヤキの正体が三宮であると知った際には感激のあまり号泣し抱きついた。物語終盤で三宮に替わり二代目カバヤキ三太郎となる。
蜂矢 りさ（はちや りさ）〈28〉
演 - 満島ひかり（中学生のりさ：木村真那月）
本作のヒロイン。三女3年C組担任 → 東高3年3組（共学クラス）担任および生活指導担当。担当教科は英語。
3年3組入りして間もなく自分も含め三女側全員が処女であると宣言して、三女生たちに軽々しくアタックしようとする東高生を牽制し、「りさ・ブラックタイガー」とあだ名を付けられる。「ブラックタイガー」の名は三女生時代から有名で、喧嘩の強い女生徒として知られていたがその暴れぶりは姉の事件を理由とする壮絶ないじめに対抗するためだった。合併反対派だったが、三女生の成績があがったことや東高生の頑張りを認め、推進派になる。恋愛に際し理性を失った姉を軽蔑し、自身も恋愛に関心を持たなかったが、平助といずっぱこの車内で偶然1日1車両しか無いハートのつり革を一緒に掴んだことで運命を感じ、一方的に平助と結婚すると決めている。もともとの好みのタイプは平助とはほど遠い長州・天龍・ヒクソンなどのプロレスラーであるため、そのギャップに悩むが、彼と口論した際の阿修羅のような一面に心をときめかせてようやく恋愛感情を持つ。物語終盤で平助に改めてプロポーズされ、永楽寺で花嫁修業をする。
りさの衣装は満島とスタイリストのBaby mixによって選ばれたもので、りさの敬虔な信仰心を表すためシスター風の襟とカフスをつけており、首にはロザリオ・ホイッスル・何らかのマスコットを下げている。平助を意識するようになって以降は色を増やしたスタイリングにしている。
蔦谷 サトシ（つたや サトシ）〈31〉
演 - 永山絢斗
平助の元親友であり、祐子の元恋人。
気さくで友達思いな性格だが、やや軽薄な面もある。その優しさは騒動を引き起こす原因になっており、平助からは「その場しのぎ」と厳しく非難されている。学生時代、生徒会で活動するほどの優等生だったが、火災事件が起こってから周囲に責められ、出席日数が足りずに退学して行方を晦ます。
14年前の火災事件後、三島近隣の街を転々とし、職業も定まらなかったが、実家を離れていたわけではなくずっと三島におり、現在では「ガールズバー」の手伝いをしている。14年前は平助が祐子にラブレターを渡すより前に彼女に告白され、花火大会に誘われていた。警察に祐子が火事を起こしたのではと証言し、噂をばらまいた張本人であり、まだ疑っている様子を見せている。
罪滅ぼしとして蜂矢姉妹の父・善人の畑を手伝うようになり、カウボーイあるいは田中義剛風のファッションに変貌し、「みしまコロッケ」のデリバリー事業を任される。
蜂矢 祐子（はちや ゆうこ）〈31〉
演 - 波瑠
本作のキーパーソン。りさの姉であり、平助の初恋相手。
品行方正かつ清純なビジュアルをしているが、実はかなりの恋愛体質（サトシ曰く「男を手玉に取るタイプ」）。14年前の火災事件後、文化祭中止の責任を問われ両校生徒から責められる中で気丈に学校に通っていた。しかし、平助の励ましを機に自主退学し、家出をする。
サトシによれば、八百屋お七のように、三女が火事になれば両校が合併してサトシと一緒にいられると発言していた。幼少から病弱で、どこかへ出かけるたびに体調が悪くなるなどして、そのせいで発表会などを見に来てもらえないりさに不満を抱かせていた。また事件以前に、吉井を相手に、自分を好きになってくれる相手を好きになれないことを告解していた。
第8話終盤において、YUKOのペンネームで活動するノンフィクションライターとして東高を訪れ、雑誌『東海ティーン』のウェブ特集のために青春祭を取材する。また14年前の事件については潔白を主張し、独自に事件現場の状況を調べている。のちに青春祭レポートは書籍化される。平助から聞かされた事件の真相にショックを受けるが、物語終盤では父に託された畑のキャベツを永楽寺に届けるなど平助の家族と交流を持っている。

### 生徒たち

#### 三女3年C組（共学クラス）
★は東高側から三女に移動した男子。
海老沢 ゆずる（えびさわ ゆずる）★
演 - 重岡大毅（ジャニーズWEST）
初登場時はあまりと隠れて交際している。3年C組入りして間もなく、女子たちに「チャラ眉毛」「おかま野郎」呼ばわりされ、彼女であるあまりからも罵倒される。後にあだ名は「からくり人形」で定着し、教職員からもそう呼ばれるようになる。司とともに中心人物の男子たちの中では容姿に恵まれている。平助と同じく『ごめんね青春!』のリスナー。あまりと別れたのち、当てつけのように貴子にアタックし、一応受け入れられて付き合い始めた矢先にあまりに復縁を迫られ、二股の状態になる。
彼を初めとする主要男子生徒7名は成績が悪く、バカ7（バカセブン）と自称している。また、彼を含め主要生徒の多くは合同文化祭実行委員である。青春祭ではヴィジュアル系バンド・エビアングレイのボーカル担当になるが、観客は少なく寒いパフォーマンスのため、あまり以外はだれも最後まで見てくれなかった。卒業後は駒形大学へのエスカレーター式進学に失敗し浪人になる。
なお、彼のあだ名も宮藤によるものであるが、重岡本人の印象に加えて三島市の公園に設置されたからくり人形にもちなんでいる。
山田・ビルケンシュトック・京子（やまだ・ビルケンシュトック・きょうこ）
演 - トリンドル玲奈
ドイツと山梨県のハーフ。愛称は「ビル」「ビルケン」などで、「サンダル」と呼ばれることもあるが、何万回も同じことを言われ続けてきたため、半ば諦めている。列車内盗撮騒動の「被害者」。英語では静岡県1位の優秀な成績を収めるが、日本語のレベルは怪しく、たびたびクラスメイトの名前を間違えて呼んでいる。豊を好きになり、現在交際中。西高生の間ではファンクラブができるほどの人気。守に心おきなく女子になってもらおうと、愛やあまりとともに東京に連れ出すなど気遣う。卒業後は進学せずご当地タレントとして活動し、平助とともにラジオ番組『ごめんね青春!』にも出演する。
神保 愛（じんぼ あい）
演 - 川栄李奈
愛称は「じんぼー」。三女入りした男子たちを真っ先に罵倒する。男っぽい言葉遣いが特徴的。成績は早稲田大学文学部合格圏内。隆のことを好きになりデートをするが2時間半ほどで耐えられなくなって別れ、ゆずるに乗り換えようとしたのち、司に告白するが「引っかけ問題」扱いされて振られ、鬱憤を駅伝にぶつけて活躍する。平助の告白の際は、吉井に「ちんちくりん」呼ばわりされつつも平助を擁護する。青春祭では隆とともに「ミス青春・ミスター青春コンテスト」の司会を務める。卒業後は志望校に進学する。
昭島 司（あきしま つかさ）★
演 - 白洲迅
クイズ好きで愛称も「クイズ」あるいは「クイズバカ」。大高校生クイズ選手権静岡大会で3位を取った「三択の昭島」で、同じく大会に出ていたいずみを見知っていた。ルックスはチャラめ。愛に告白する前に振られるが、その後は同じくクイズ好きで頭も食べっぷりも良いいずみに夢中になり、告白してきた愛を振る。卒業後は駒形大学に進学する。
番組内では毎回、彼が三者択一クイズを出題する場面が登場し、視聴者は連動データ放送によってそのクイズに正解すると番組グッズがプレゼントされる企画が行われている。
中井 貴子（なかい たかこ）
演 - 黒島結菜
三女生徒会長兼C組学級委員。りさによれば合理的かつ論理的で理想の高い、典型的な三女生。成績は東京大学、京都大学を狙う位置で、インターハイ出場歴もあり駅伝では第一走者として出場する。当初は馬鹿にしていた平助に恋をするが、身近にいる教師との交際は安易だと思われるため望んでおらず、思いを告白するだけに留める。親の都合で文化祭を前に東京の吉祥寺に引っ越し、転校することになるが平助に言いだせず、心の迷いから特に好きではないゆずると期間限定で付き合う。文化祭前の空気を湿っぽくするのが嫌で、皆にも転校を打ち明けず、誰よりも文化祭準備に没頭する。聖駿高校への置き土産として新しい校歌の作詞を担当する。転校後は1週間で新しい彼氏を作り、ファッションも都会的になっているが、本質は変わっていない。卒業後は志望校に進学する。合同文化祭にも遊びに来て、カフェを手伝ったり、キャンプファイアーを提案し、平助とフォークダンスを踊った。
村井 守（むらい まもる）★
演 - 小関裕太
東高理事長の息子。三女で付けられたあだ名は「コスメ」。常にウサギのぬいぐるみを持ち歩く。1年生の頃から半田に好意を抱いており、のちに男女交際がらみで混乱した彼と付き合い始める。その後三女の制服を着るようになり、心が女子であるトランスジェンダー（性同一性障害）であることをカミングアウトする。なお、平助は隆に教えられるまで彼の性的指向に気付かなかったが、クラスメイトたちはその告白以前から当たり前のように接していた。自宅では男として振舞っていたが女装で登校していることが父にばれ、一時東高の制服に戻るが、その後父に受け入れられてからはまた三女の制服で学校に通っている。青春祭では「青春カフェ」のウェイトレスとして接客する。初代ミス青春に選ばれ、卒業後は駒形大学に進学する。
古井 豊（ふるい ゆたか）★
演 - 矢本悠馬
ひとりで『クローズ』や『ろくでなしBLUES』に憧れているが、周囲には相手にされていないヤンキー。三女生たちには「サル」「ゴリラ」などと呼ばれる。ビルに一方的に好かれ、交際関係に発展すると彼女には「ゆかた」と呼ばれる。京都からの編入生で、母親と2人で三島に暮らしており、大学卒業後は実家の有名寺院を継ぐことが決まっているボンボン育ち。三島市の公式キャラクター・みしまるくんの中に入る仕事にスカウトされアルバイトをしているが、契約上そのことを周囲に明かせない。走りが得意。卒業後はゆずると同じ理由で浪人になる。
遠藤 いずみ（えんどう いずみ）
演 - 富山えり子
食いしんぼうキャラで、ホームルーム中も構わず弁当を食べている。司と同じくクイズ好きで「クイズ」とも呼ばれており、同じ大会で2位を取った「早押しの遠藤」。第一志望は東京大学理学部。文化祭では相撲ミュージカル『えんどう』に男装して主演し、クイズ大会にちゃんこの模擬店と幅広く活躍する。私立大学に合格するが第一志望の国立大学を諦められず、卒業後は浪人を決意し志望校を目指す。
その他の生徒
- 男子★ - 成瀬駿、北尾貢次、土井裕斗、櫻井保幸、笠松将、山本耕大、武田一馬、米光隆翔、齋藤大貴、杉村昇馬、笹和貴
- 女子 - 吉田まどか、星名利華、斎藤亜美、伊倉愛美、白石糸、齋藤明里、瑠衣夏、梶原みなみ、絵理子、鹿倉樹麗

#### 東高3年3組（共学クラス）
☆は三女側から東高に移動した女子。
大木 隆（おおき たかし）
演 - 竜星涼
りえのことを好きになり、淳とSNSでやりあっている。その後、愛に好意を寄せられ、付き合うことになるが、初めてのデートの最中に「見た目は凄くカッコイイけど中身に限界感じる」と別れを告げられる。主要女子のほぼ全員に告白して振られている。青春祭では出し物の「男神輿」を担ぎ、愛とともに「ミス青春・ミスター青春コンテスト」の司会を務めた。 卒業後は名前も読めない仏教系大学・麗龍柳珠木大学に進学する。
阿部 あまり（あべ あまり）☆
演 - 森川葵
愛称は「あまりん」。ビルには「アヴェさん」と呼ばれる。初登場時はゆずると隠れて交際していた。ゆずると同じ共学クラスになるが彼に交際をばらされたことで家出騒ぎを起こし、処分として東高3年3組側に移る。東高入りして間もなく8人もの男子に告白されるほどのモテ体質で、声を掛けてくる男子から守ってくれた豪を好きになってしまい、ゆずるに別れを告げるが、過剰な恋愛体質ぶりを豪に押し付けてうまくいかず破局し、ゆずるに復縁を迫る。青春祭では「青春カフェ」の責任者を務める。卒業後は駒形大学に進学する。
半田 豪（はんだ ごう）
演 - 鈴木貴之
東高生徒会長。成績は悪いが人望で生徒会長に選ばれた。まじめで熱情的な性格だが時に空回りする。心が乱れると剣道の素振りを始めるスポーツマンで、たまに服を脱いで鍛えた筋肉を見せる肉体派。7人きょうだいの長男で、父が家に金を入れず母は熱海の温泉旅館で働いているなど家庭的に苦労している。東高入り初日のりさに衝撃を受けて恋をし、告白するが断られる。その後、あまりと交際するが振り回されたあげくストレスで蕁麻疹と抜け毛に悩まされ、自分がゲイである可能性に賭けてあまりと別れ守と付き合い始め、守とは相思相愛の関係となる。青春祭ではお化け屋敷担当。卒業後は駒形大学に進学する。
佐久間 りえ（さくま りえ）☆
演 - 久松郁実
巨乳のため、実験クラス前から東高生に注目される。青春祭ではキャンペーンガールとしてマイクロビキニを着せられそうになる。「青春カフェ」を担当。卒業後は志望校に進学する。
成田 淳（なりた じゅん）
演 - 船崎良
列車内盗撮騒動で「加害者」扱いされ、「目撃者」のりさに顔面蹴りを食らうが、実際はスマートフォンでくしゃみする犬の動画を見てニヤニヤしていただけ。この騒動後、スマートフォンのデータ復元を淡島に依頼したときにIDとパスワードを盗まれ、SNSで成りすまし行為をされるようになる。高校生にとっては刺激の強い一平と淡島の情事を目撃する破目になる。青春祭ではお化け屋敷担当。青春祭後の平助への感謝の言葉を生徒代表で伝える。卒業後は駒形大学に進学する。
その他の生徒
- 男子 - 細谷光治、雅健志郎、佐藤友貴、鍋岡守、山田知宏、伊藤伸一、鶴見和也、椎葉昌紀、平竜、梅田考也、大平峻也、玉城琉太
- 女子☆ - 山本美結、杉田玲菜、成木未菜、野村香奈、伊藤麗、一戸玲奈、伊藤優衣、松澤美妙、團遥香、村上穂乃佳、北川杏奈、市山京香、荻野真衣、喜多陽子

### 教職員たち
三宮 大三郎（さんのみや だいざぶろう）
演 - 生瀬勝久
東高校長。あだ名は「3D」（スリーディー）。禅宗学校の校長でありながら般若心経の意味が分からず読経ができない。合併については「どっちでもいい」派。実は東高に就任する前からの副業で、カバヤキ三太郎（カバヤキさんたろう、通称：カバさん）の名でDJ（ラジオパーソナリティ）をしており、毎週金曜日に三島のFM局で『カバヤキ三太郎のごめんね青春!』という生番組を20年も続けている。ラジオ番組ではリスナーに一方的に喋られるのを酷く嫌う。またカバヤキであることは他の者には秘密にしているが、平助にばれてしまう。うっかり口を滑らせて自らカバヤキであることを明らかにしてしまい、兼業がばれてDJを平助に譲り、豪徳寺や浜口より下の「第3教頭」に降格させられる。
吉井 良江（よしい よしえ）
演 - 斉藤由貴
三女校長。敬虔なシスターだが元ヤンキー。合併反対派。普段は禁欲的で落ち着いた態度だが、たがが外れると素面でもハイテンションになり、平助に壁ドンを強要しようとしたうえ、酒を飲んで記憶を失くし平太と一夜を共にしてしまう。また14年前の事件以前に祐子から恋愛に関する告解を受けていたが、うまく対応できず突き放してしまったことを後悔しており、彼女との再会の際には歓迎し「濡れ衣を着せられた」のだとかばう。共学クラスが開始して以降、徐々に男女共学を受け入れ、心からその良さを賛美している。平助の告白を受け厳しく追及したが、最後には許し、彼の青春からの卒業を認める。
豪徳寺（ごうとくじ）
演 - 緋田康人
東高教頭。僧侶。合併反対派。青春祭のクイズ大会ではいずみを凌ぐほどの早押しで健闘する。
浜口（はまぐち）
演 - 宍戸美和公
三女教頭。14年前は同校体育教師で東高でのプール授業の引率をしていた。
村井 晋太郎（むらい しんたろう）
演 - 津田寛治
東高理事長。守の父。待望の息子であった守が性同一性障害であることを受け入れられないが、理解するために関連書を100冊ほど読み漁り、さらに女装してマックスバリュに出かけるなど努力を重ねる。平助の授業を経て感情を解放し、ようやく守の性的指向を受け入れる。
淡島 舞（あわしま まい）
演 - 坂井真紀
東高養護教諭で唯一の女性職員。平助が在校していた時代から勤務しており、年齢は40歳前後。かつては「マドンナ」、現在は「どんまい先生」と呼ばれる。30歳を越えても処女だと噂され、男子生徒たちのからかいの対象になっている。携帯電話のデータファイルの復元を生徒に依頼されるなどIT関係に詳しく、日常的に生徒たちのSNSに不正ログインして成田としてなりすまし行為をしているため、彼らの男女交際状況を詳しく知っている。吉井に嫌味を言われたことをきっかけに、美容院に行き化粧をし白衣にアイロンをかけ、イメージチェンジを果たした結果、一平に一目惚れされ、当初は彼が妻帯者と知らないまま不倫関係に陥る。しかし、関係に自ら見切りをつけて、ラジオ番組で別れを告げ富永と付き合い始める。
富永（とみなが）
演 - 富澤たけし
三女体育教師。あだ名はトミー。熱血タイプで、大したルックスではないが女子校唯一の男性教師のため女子生徒には人気がある。独特の歌い方をする。

### 永楽寺
原 みゆき（はら みゆき）
演 - 森下愛子
本作の語り部。平助と一平の母。
故人。物語開始の3年前、急性心筋梗塞で他界している。死後、平助の部屋にある観音菩薩像に宿っているという設定で、時折平助と会話する。ウィキペディアで観音菩薩が男であると記述されていることには不満を抱いている。
みゆきが観音菩薩像に宿っていることは平助だけに認識されており、基本的に他の人物がいる場面で動いたり話したりすることはないが、平太の女遊びや下品な発言に怒り、頭を叩いたり般若の顔で睨みつけるなどの行為をして不思議がられたり、ラップ音発生や物を落とすなどのポルターガイスト現象を起こすことができる。不倫をする一平の前にも姿を現すが、その姿が人間に見えるのは後ろめたさのメタファー（後ろメタファー）であるからである。自らをナビゲーターと称するときもある。三女のOGでもあり、学校では平助の前に聖母マリア風の姿で登場する。生前は家事はいい加減だが、東方神起やお笑い好きの楽しい性格で家族を明るくしていた。最期の言葉は「ああ、面白かった」。
原 一平（はら いっぺい）
演 - えなりかずき
平助の兄。永楽寺跡目。
西高OBで成績優秀な生徒だった。エレナとは新婚夫婦で、弟や他人が妻の裸を見てしまうと激怒する。平助の顔にコンプレックスを抱いているが、顔以外は全て勝っていると自称している。若くて容姿端麗なエレナと結婚したものの、年齢差による噛みあわなさも感じている。もともとは萬田久子のファンクラブに入っていたほどの年上好きで、東高で淡島に一目惚れし、不倫関係に陥って不邪淫戒を破り、母の宿った観音菩薩の怒りを買う。淡島に別れを告げられて以来、母の姿は見えなくなる。
原 エレナ（はら エレナ）〈24〉
演 - 中村静香
一平の妻。通称はエレナっちょ。巨乳の元グラビアアイドルで数枚のDVD作品やバカ殿様の腰元としての出演歴がある。堀越高校トレイトコース出身。元グラドルなだけあって、顔も可愛く、ナイスバディであり、舅や平助らと同居する永楽寺内をノーブラで闊歩し、風呂上がりに体に巻いたバスタオルを平助の前で落として裸体を晒したり、平助や合宿中の生徒が入っている風呂に侵入するセクシートラップを仕掛けるなどして遊んでいる。平助は自分に気があると思っているが、ただ遊んでいるだけであり、実際は平助には興味がなく、むしろ「童貞」と見抜き、内心小馬鹿にしている。不倫や火遊びをしたいわけではなく、ただの暇つぶし的な遊びであり、一平の事を一平が思っている以上に愛しており、よくイチャイチャしている。一平が不倫に走って以来「セックスレス」になったと訴え、平助が日曜9時にはとても放送できない内容の愚痴を聞かされる破目になる。性格はとても人懐っこく、誰にでもタメ口で親しげに接する。家事は苦手だが、夫のポロシャツを手洗いするなど、健気な一面を見せる。
原 平太（はら へいた）〈60〉
演 - 風間杜夫
平助と一平の父。永楽寺住職。市議会議員にして東高の同窓会会長。合併反対派。
プライベートでは嫁のエレナにムラムラし、「ガールズバー」に入り浸る。また五反田まで足を運び、CAのコスプレをしたデリヘル嬢をラブホテルに呼ぼうとするなど女遊びに走っている生臭坊主。「ガールズバー」で知り合って以来、善人と親しくなる。妻の三回忌を過ぎて、結婚相談所で出会ったせつ子との再婚を考えるが振られたため、引き続き「ガールズバー」などで見境なく女性にプロポーズしている。

### その他
蜂矢 善人（はちや ぜんと）
演 - 平田満
りさと祐子の父。病気のために脚が不自由で杖をついている。14年前の火災事件当時は地元消防団団長。元は箱根の郊外で農業をし、のちに三島で無農薬野菜店「ペコリおじさんの青果店」を経営していた。しかし火災事件以降、店舗兼自宅に激しい嫌がらせを受けるようになる。妻と離婚してからは再び田舎に戻り、りさと二人で暮らしてきた。店を閉店したあとも嫌がらせは続いたが、土地を少しずつ売り、りさの学費へと当てていた。残りの土地で細々と農業をし、育てた馬鈴薯でコロッケを作ったところ、それが三島を代表するご当地グルメ「みしまコロッケ」として有名になり、今はそのロイヤリティで悠々自適に暮らしている。因縁の相手であるサトシのいた東高と三女の共学化には猛反対している。平助の送ってくるメールに、たびたび祐子に成りすまして返信をしていた。平助の真相には怒りを露わにするが、最終的には理解も示し、永楽寺で花嫁修業中のりさの元にキャベツを届けさせている。
ガールズバー・ママ
演 - 植木夏十
東高教職員や平太行きつけの「ガールズバー」という名のガールズバーではなくスナックのママ。劇中、他の人物は共通語（首都圏方言）で会話しているが、唯一静岡弁で話す。

### ゲスト
キャストの横の話数は出演回。
おっぱい
演 - 小平大智（第1話）
東高の下級生。太めの体格で、三女生を見て興奮した3年生たちに、女子の代わりに胸を揉まれる。
阿部・母
演 - 角南範子（第2話）
あまりの母。
ザビエル
演 - 今野浩喜（第3話）
三島近辺に現れる変質者。聖職者の振りをして三女生に近づきわいせつ行為を働く常習犯。
中野（なかの）
演 - 中川剛（第5話）
ご当地キャラクター専門のカリスマ的スーツアクター。さまざまなキャラクターをかけ持ちして日本各地でご当地キャラを定着させ、また土地ごとで後継者となるスーツアクターをスカウトし業務を引き継いでいる。仕事に対する意識が非常に高いため、ご当地キャラを「ゆるキャラ」と呼ばれることを嫌う。
常盤 伸吾（ときわ しんご）
演 - 平埜生成（第5話 - 第6話）
西高生によるビル非公式ファンクラブの一員。豊を集団暴行した際のリーダー格で、暴行動画をネット上にアップし、その後も彼に言いがかりをつけるなどトラブルを起こす。駅伝では最終走者として出場するが豊の入ったみしまるくんに敗れ、ファンクラブは解散となる。
中井・父
演 - 佐藤貴史（第6話 - 第7話）
貴子の父。
アナウンサー
演 - 末吉くん（第6話）
「箱根まで駅伝」を生中継するみしまケーブルTVのキャスター。
水木アナウンサー
演 - 水木ゆうな（第6話）
「箱根まで駅伝」中継地のレポーター。
若井 せつ子（わかい せつこ）
演 - 麻生祐未（第8話 - 第9話）
平太の再婚相手候補。和服姿の美熟女で、あらゆる家事を完璧にこなす。
刑事
演 - 岩寺真志（第9話 - 最終話）
14年前当時、火災事件を捜査していた刑事。名は松下。

## 視聴率と評価

### 視聴率
視聴率2桁を記録した回は初回のみであり、その後の視聴率は極端に下がり続け、平均視聴率7.7%を記録する等、全体的に視聴率が大きく低迷し、2025年時点で、基本的に高視聴率を記録しやすい日曜劇場において平均視聴率、最高視聴率共に歴代最低の結果となっている。

### 評価
ギャラクシー賞において、同局制作の『Nのために』と同時に2014年12月度の月間賞を受賞した。授賞理由では、自分と異なる他者を受け入れることについての重層的かつ繊細な脚本と、スピード感のある演出や個性的な俳優陣が挙げられ、誰もが経験する気恥ずかしくも美しい青春を追体験するドラマであるとともに、意見を異にする他者を排斥しようとする同時代の風潮への、批評的作品としても評価された。
「ソーシャルテレビ・アワード2015」において日経エンタテインメント!賞を受賞。視聴層が若者であることを意識し、当初からFacebookやTwitter、LINEといったソーシャルメディアを使ったプロモーションを展開。満島ひかりが役名である蜂矢りさ名義で投稿したInstagramや、生徒役の出演者などによる6秒動画・Vineなども話題となったことが評価された。

### 実在学校からの抗議、批判と謝罪対応
第3話において、原エレナが生徒から勉強を教えるように頼まれる場面で、（そのような知力は持ち合わせていないという文脈で）自分の出身校「堀越」の名を挙げて断る台詞に実在する学校名が含まれ、その学校の関係者から抗議があった。エレナが高校時代から芸能活動をしていたという設定のため、堀越高等学校の芸能コース（現：トレイトコース）のことを元にしたギャグであった。同校のトレイトコースの生徒は、芸能人としての仕事優先の授業日程で一般的に知られており、売れっ子であればあるほど頻繁に早退や休学が出来、即ち通常の高等学校より授業日数が少なく、勉強をしていないから知力が低いという偏見によるギャグであり、作中でトレイトコースだけでなく「堀越」と学校全体をまるで教育困難校のように形容してしまっていた。
これを受けて、TBSテレビは番組公式サイトで謝罪・訂正を掲載。「このような表現は、日々の学業に励んでいらっしゃる在校生の皆様、今後の進路として考えている受験生を始めとして、先生、保護者の皆様、学校関係者の皆様にご迷惑をおかけするものでした。学校を舞台にして『理想郷のような青春』を描こうとする本番組の趣旨からしても、番組制作者としての配慮が足らなかった点を深く反省しております」と謝罪している。TBSオンデマンドでの見逃し配信等のインターネット配信では、このシーンはカットされた。
産経ニュースの報道によれば、この高校は東京都の堀越高等学校であり、同校は11月6日に『日刊ゲンダイ』の取材に応え「学校や生徒の名誉を傷つける」とする学校長のコメントを発表していたが、番組公式サイトが謝罪を発表して以降は「話し合いは終わっている」としてこの件に関する取材を受け付けなかった。またこの件に関するフィクションと表現の自由の兼ね合いについては、「毒の効いたジョークの範囲内」（水島宏明）、「固有名詞を出さなくても、宮藤さんの意図を反映した表現は十分、可能だったはずだ」として制作側のチェック体制の不備を指摘する意見（影山貴彦）と、識者の意見も賛否に分かれた。

### 受賞歴
- 第83回ザテレビジョンドラマアカデミー賞[50]
  - 脚本賞 - 宮藤官九郎
  - 助演女優賞 - 満島ひかり
- 2014年ギャラクシー賞
  - テレビ部門12月度月間賞
  - 第52回奨励賞
- ソーシャルテレビ・アワード2015
  - 日経エンタテインメント!賞

## スタッフ
- 脚本 - 宮藤官九郎
- 音楽 - 真島昌利（ザ・クロマニヨンズ）[51]、羽毛田丈史
- 演出 - 山室大輔（第1・2・5・7・最終話）、金子文紀（第4・8話）、福田亮介（第3・6・9話）
- 主題歌 - 関ジャニ∞「言ったじゃないか」（INFINITY RECORDS）
  - 作詞：宮藤官九郎、作曲：峯田和伸[52][53]
- 挿入歌 - 「聖駿高校 校歌」
  - 作詞：宮藤官九郎、作曲：真島昌利[54][55]
- 演出補 - 渡部篤史
- 音楽プロデューサー - 志田博英
- プロデュース - 磯山晶
- プロデューサー補 - 木村政和
- 製作著作 - TBS

## エピソードリスト
「ラジオ出演者」は劇中ラジオ番組『ごめんね青春!』にコーナー出演した登場人物。
| 話数 | サブタイトル ラテ欄                                                                       | 初回放送日 | 演出     | ラジオ出演者                  |
| --- | ----------------------------------------------------------------------------------------- | ---------- | -------- | ----------------------------- |
| 第1話 | 恥と後悔と初恋の記憶 宮藤官九郎最新作! 青春ほど楽しい授業はなかった! 恥と後悔と初恋の記憶 | 10月12日   | 山室大輔 | なし                          |
| 母校である東高の教師・原平助は盗撮をしたと誤解された生徒のため、対立する関係にある近隣の女子校・三女に踏み込む。平助は同校教師・蜂矢りさに高圧的な対応を受けるが、彼女が自分の初恋相手だった祐子の妹であると気付く。だが、祐子はりさとは何年も連絡を取っていないという。三女と東高は経営難などのために合併することが決まり、反対派の猛反発を受ける。中立的立場の平助は「お試し」として自身の担任する3年3組と、りさが担任する三女の3年C組の各生徒を半分交換する実験クラス運営を思い立ち、採用される。生徒たちは男子校の居心地の良さから当初積極的ではなかったが、平助はいずれ社会に出た際に女性の扱いがわからず、モテずに辛い思いをするよりも、早いうちに恥をかいておいた方がよいと説得。生徒たちは賛成に転じる。 平助には高校時代、苦い初恋の思い出があった。14年前、プール設備を三女に貸し出していた東高に訪れた女生徒・祐子に一目惚れした平助は、親友の蔦谷サトシの励ましを受けて彼女とメル友として付き合うようになる。ある夜、平助は花火大会に祐子を誘うが、彼女はあいまいな返事をし待ち合わせには来ない。東高の屋上で一人花火をしていた平助は、向かいの三女屋上で祐子とサトシがデートをする姿を見つけてしまう。サトシに電話をかけても嘘をつかれ、平助は怒りのあまり何本ものロケット花火を三女に向けて飛ばす。同じ夜、三女屋上にある礼拝堂で火災が発生し、居合わせた祐子とサトシは警察に事情聴取を受ける。二人はその後学校を辞め消息を絶った。 二学期が始まり、実験クラスが開始となり平助と3組の生徒半分は三女のC組へと入る。しかし、平助の自己紹介を女生徒たちは退屈な精神論と一刀両断、少子化を引き合いに出して東高生との結婚を勧める発言をセクハラと糾弾し、女子に色目を使う男子たちの態度にも不快感を露わにする。 |                                                                                           |            |          |                               |
| 第2話 | お前しか見えない!                                                                         | 10月19日   | 山室大輔 | 海老沢ゆずる 高校時代の原平助 |
| 自己紹介で無意識に女子たちの神経を逆なでした平助は、彼女らから完全になめられてしまう。三女生は低偏差値の東高生を見下しており、その中であまりと秘密の交際をするゆずるは思いつめ、女子たちの前で二人の関係を明らかにしてしまう。その夜、あまりが家出し連絡が取れないと知った平助とりさは、養護教諭淡島の協力で、生徒たちのSNSの会話から彼女とゆずるが五反田にいることを知る。ゆずるたちはラブホテルに入ろうとしていたところを偶然平太に見つかり、何ごともなく三島に帰される。平太のとりなしで停学は逃れたものの、あまりは吉井校長の意見で東高3年3組に移ることになる。平助は生徒たちに両校は昔から仲が悪かったわけではなく、14年前に文化祭を合同で開こうとしていたこと、それが火災事件で中止になり、当事者であったサトシと祐子が周囲の非難を受け、ついには学校に通えなくなった経緯を語る。そして、昔の先輩の失敗から始まった空気に流されて男女がお互いを憎みあうことはないと語り、卒業時に共学でよかったと生徒たちが言えるよう自分も努力すると宣言する。平助のクラス内に多少の変化を見出したりさは、彼に合同文化祭開催のため企画書を作るようにいう。その話し合いのため「ガールズバー」でりさと待ち合わせた平助は、店の手伝いをしているサトシと思いがけず再会する。 |                                                                                           |            |          |                               |
| 第3話 | 運命の学力テスト! 受験生必見!                                                             | 10月26日   | 福田亮介 | 阿部あまり                    |
| 平助はサトシ・りさとの会話で、サトシと祐子が14年前に文化祭実行委員として平助よりも前に知り合っていたこと、火災事件のためにりさまでもが学校でいじめを受け、それに対抗するために喧嘩に明け暮れた時期があったことを知る。そのあと平助はサトシに謝罪され、事件の夜に祐子から花火大会に誘われたことなどを聞き困惑し、自分のせいで祐子が悪く言われることに罪悪感を感じる。学校では吉井校長が両クラスに共学化の条件を出し、次の学力テストで東高3年3組が学年1位になり、三女3年C組は最下位を回避しなければ合同文化祭も併せて中止と宣言される。平助は特に成績の悪い7名の男子を永楽寺で勉強合宿させ、成績優秀な三女生たちにも協力を頼む。男子たちは必死に勉強するも、当日のテストの結果は散々でC組は最下位になってしまう。共学クラスは中止になるが、りさは平助と男子たちの健闘を讃える。しかし翌日、三女に戻ったはずの女子たちが自主的に東高に登校し、男子たちも三女に戻る。貴子は教職員たちに話し合いにより男子を受け入れることにしたと説明する。校内に侵入した変質者を男子たちが捕まえたこともあって共学クラスが復活した中、「ガールズバー」に蜂矢姉妹の父・善人が現れサトシを相手に暴れ出す。 |                                                                                           |            |          |                               |
| 第4話 | 恋の嵐! ガッついていこう!                                                                 | 11月02日   | 金子文紀 | 半田豪                        |
| 14年前の事件以降、蜂矢家には嫌がらせが相次ぎ、祐子は家出し音信不通になり家庭は崩壊していた。善人は祐子がサトシにそそのかされたと考え、謝罪にも聞く耳を持たない。平助は、かつて祐子に恋をしたことを皆の前で語るが、放火の件についてはやはり言いだせない。クラスでは、合同文化祭に向けての視察という建前で実行委員たちが伊豆・三津シーパラダイス見学を希望する。淡島の情報やりさの推察によれば、生徒たちの間でいくつかの恋が生まれていて告白のチャンスを狙っているためであるという。また平太の代理で東高に訪れた一平は、吉井に挑発されて美しく変身した淡島に出会う。見学の日、ゆずるや司が告白を果たせない一方で、貴子が平助に、豪がりさに思いを伝える。貴子は平助に交際は求めないが彼のために文化祭を頑張るという。りさは豪の告白を断るが、その理由は平助と結婚するつもりだからという。三女には「いずっぱこ」に1日1度だけ現れるハートのつり革を一緒に握った二人は永遠に結ばれるという都市伝説があり、この日偶然平助と同時にそのつり革を握ったりさは、告白や交際どころか好きにもならないうちから平助を運命の人と信じたのである。後日の教室で、平助とりさは生徒たちの恋を対照的な言葉で励ます。 |                                                                                           |            |          |                               |
| 第5話 | 仲間のため学校のためプライドを賭けて走れ! 運命の駅伝スタート!                             | 11月09日   | 山室大輔 | 蜂矢りさ 蜂矢善人             |
| サトシが善人の畑を手伝い始め関係に変化が生じる中、善人は平助とラジオ番組に、祐子を思いやれなかった後悔を語る。りさは結婚を決意したものの平助自身を好きになれない自分に悩み、一平と淡島が不倫関係に陥るなど大人たちの恋も複雑化する。ある日、豊がビルのファンクラブの西高生徒たちから嫉妬を買い、集団暴行を受ける事件が発生する。潰された彼の面子（めんつ）を回復させるため、生徒たちは「箱根まで駅伝」に出場して西高に勝利しようと意気込む。合併後の校名も「聖駿高校」と決まり、平助は仲良くなった両校生徒たちに感動を隠しきれないが、肝心の豊が再び西高生との間でトラブルを起こし出場が出来なくなる。俊足の豊が出場できなければ勝利は難しくなるが、彼はこの行動がわざとであると平助に明かす。豊は他の生徒たちにも内緒で「みしまるくん」の着ぐるみに入るアルバイトをし、子供たちに夢を与えるこの仕事に強く思い入れているが、駅伝当日と出勤日が被ってしまい迷った末、アルバイトを優先したのだった。平助はりさの助けも借りながら、豊抜きでは勝ち目がない理由から出場を諦めようとする他の生徒たちを説得し、駅伝当日を迎える。 |                                                                                           |            |          |                               |
| 第6話 | ヒーローは最後にやってくる!                                                               | 11月16日   | 福田亮介 | 吉井良江                      |
| 駅伝がスタートし、選手となった聖駿高校の生徒たちはそれぞれに恋愛がらみの悩みを抱え、そのことで調子を崩したり力を発揮したりしつつ、西高とトップを競う。平助は伴走の途上、みしまるくんの中に入っている豊にレースに参加するよう説得するが彼の気持ちは揺るがない。しかし、一平が不倫相手の淡島を追いかけてきたトラブルを発端に、豊は脚を痛めた最終走者の淳に替わり、みしまるくん姿のままトップでゴールする。同時に豊は着ぐるみの頭が外れて正体を現してしまうが、その後に淳を背負ってゴールした平助の姿は皆の感動を呼ぶ。結局聖駿高校は失格となるが、りさは失敗こそが青春であると説き、一同は普通でない勝利に満足する。吉井もラジオ番組でこっそりと三宮に今までの非礼を詫び、男女共学を完全に受け入れていた。 その後、文化祭の準備が本格化する中、間もなく転校することを皆に言いだせないでいる貴子は他の生徒たちと諍いを起こしてしまい、ゆずるにだけ転校の件を明かす。また、平太から一平が不倫している疑いがあると言われ、そのことを確かめるよう言われた平助は兄を問い詰め、それが事実であり相手が淡島であることを知る。 |                                                                                           |            |          |                               |
| 第7話 | 三島の空に響け! 彼女の贈り物                                                              | 11月23日   | 山室大輔 | 淡島舞                        |
| 文化祭の準備が進む中、ゆずるは貴子が言いだせない転校の件をりさに打ち明ける。りさは彼女が平助と一緒にいられるよう、平助と貴子の二人に文化祭の担当を離れて聖駿高校の新しい校歌を作るよう命じる。一方、兄の不倫を心配する平助は、別れるように迫るものの、一平は別れを言いだせない。だがある夜、淡島はラジオ番組を通じて一平に別れを告げ、未練を断ち切るように富永と付き合い始める。家庭内のゴタゴタで校歌作りを進められなかった平助は、りさに責め立てられて、逆上し怒鳴ってしまう。しかしりさから貴子の事情を聞いた平助は、14年前の事件の真相を生徒たちに告白することで貴子に隠していることを打ち明けさせようとする。だがそこで守がそれまで言えなかった自分の性的指向をカミングアウトしたため、自身の告白はできずに終わる。平助と貴子は校歌を完成させ、貴子は転校の件を言わないまま三島を去るが、皆はサプライズとして歩道橋から貴子の見送りをし、別れの挨拶を交わす。そしてりさは、怒鳴られたことがきっかけでついに平助を本気で好きになった自覚を得る。 |                                                                                           |            |          |                               |
| 第8話 | 息子が女子? 合併解消! ついに告白!                                                         | 11月30日   | 金子文紀 | 蜂矢祐子                      |
| 守が性同一性障害であり、三女の制服で通学していると知った父の晋太郎は激怒して服装を戻すよう強制し、理事長の権限で合併も青春祭も中止せよと命ずる。生徒たちは理不尽な命令に憤り、平助とりさは何度も村井家に説得に訪れるが門前払いされる。一方で平助は、サトシからデリバリー先で祐子と再会したことを聞かされる。平助はラジオ番組に祐子が出演し、三島にいることを知って探しに出かけるも居場所は分からない。その間、祐子はカバヤキに14年前の恋愛の話をし、今はその時好きだった人のことでなく最後まで励ましてくれた人のことばかりを思い出すと語る。 ようやく晋太郎に面会できた平助たちは、女装した彼に迎えられる。晋太郎は息子の気持ちを理解すべく大量の性同一性障害に関する本を読み、それでも受け入れられず女装して外出するなど、守が性の違和感により味わってきた苦痛を体感しようとしていた。それを見たりさは晋太郎に後日平助から特別授業をするといって村井家を後にする。帰り道でりさは平助を叱咤しつつ、彼への思いを告白する。 特別授業の朝、平助の話を聞いた晋太郎はそれでも納得がいかず、親としての息子への思いを語り感情を爆発させる。しかしその後晋太郎は、泣いて父に謝る守に対し、今まで自分に合わせて男の振りをしていてくれたことに礼を述べ抱きしめる。晋太郎の申し出で守の三女制服着用と合併および青春祭は再開され、一同は喜びに沸く。平助はりさの告白に対し、結婚を前提にした友達としての交際を申し込む。だが二人の前に、フリーライターとして聖駿高校を取材に訪れた祐子が現れる。 |                                                                                           |            |          |                               |
| 第9話 | 今日大事な人にごめんねとさよならを言います                                                | 12月07日   | 福田亮介 | 原平太                        |
| 祐子は吉井に歓迎され、善人にも支えてやれなかったことを謝罪される。しかし、りさは祐子への複雑な思いからその場を出てゆき、追いかけてきた平助に幼い頃からの姉への不満をぶつける。一方永楽寺には平太の再婚相手・せつ子がやって来る。平助と一平は父の勝手な決断に反発するが完璧に家事をこなすせつ子に何も言えなくなる。そこへ実家に祐子が滞在するため居辛くなったりさが押し掛け、平助の部屋に泊まり込む。10日経っても手を握る以上の進展もない二人だが、りさは平助のためにせつ子に料理を習う。 祐子の取材は進み、生徒たちは口々に青春祭を実現に至らせた平助への信頼を語る。青春祭前夜、平助は祐子が14年前の事件を調べ現場に花火の燃えがらがあったことを話していたと平太から聞く。さらに事件後、みゆきが平助の様子がおかしいと気付いていたこと、警察が平助のことを調べに訪れたが、平太は高校生である平助の身を案じてそのことを伝えなかったと聞き動揺する。平太は平助に、自分自身で身の処し方を決めるよう告げたあと、ラジオ番組に亡き妻への思いを語る。それを聴いたせつ子は、平太の気持ちを知り永楽寺を後にする。平助は東高屋上にりさを呼びだし、ついに事件の真相を告げ、続けてりさに愛の告白をする。りさは怒りで取り乱し平助を許せないというが、それでも二人の運命を信じ、試練として乗り越えてみせると彼に答える。そして翌日、青春祭は開幕する。 |                                                                                           |            |          |                               |
| 最終話 | 忘れない! 青春ほど楽しい授業はなかった!                                                   | 12月21日   | 山室大輔 | 三宮大三郎                    |
| 青春祭1日目、生徒たちとともに祭を楽しむ平助に対しりさは複雑な思いを抱えるが、平助は彼女に、今日のうちに祐子に真相を打ち明けるという。だがそれに感づいたサトシは平助を止めようとし、2人は殴り合いの喧嘩になる。サトシは祐子がラジオで平助への思いを語っていたと教え、高校時代から一貫して平助が彼女と結ばれることを願っている気持ちを語る。しかしその夜、平助は決意のとおり祐子に打ち明ける。りさは祐子にこれまでの全てを水に流すから平助を許してほしいというが、祐子は今すぐには無理だと答える。同じ夜、平太は善人に対し事件の真相を話す。善人は怒りをぶつけるが、同時に子供を信じられなかった自分の弱さにも苦悩する。 青春祭2日目、転校した貴子が会場に訪れ、皆に歓迎される。生徒たちは寒く出来の悪いライブなども含めて心から祭を楽しみ、後夜祭ではキャンプファイヤーやフォークダンス、先生たちの出し物が行われる。そして礼拝堂でミス&ミスターコンテストの発表が行われ、ミスに選ばれた守に続き、平助がミスターに選ばれる。平助はそのスピーチで賞を辞退し、14年前の真相を一同に打ち明け、教師になり両校の合併を成功させることができたらこのことを打ち明けようと思っていたと語る。ところがそこへ三宮とサトシが警察関係者を引き連れて現れ、平助の無実を証明するという。校長室で教職員たちと平太、善人が集まり話を聞いたところ、14年前の現場には確かに花火があったが、平助のいた距離から投げ込まれた花火で火災になることは確率的にあり得ず、事件そのものも時効であるという。他の人々も鍵の閉め忘れなど自分の非を口にし、平助をかばう。 翌朝生徒たちと後片付けを終えた平助に、生徒を代表して淳が感謝の言葉を述べ、平助はその勢いに助けられてその場にいるりさに皆の前でプロポーズする。皆で朝焼けの富士山を眺めながら、平助は「ああ、面白かった」とつぶやき、その日を最後に聖駿高校を退職する。その後、生徒たちのそれぞれの進路や、蜂矢家で農作業の手伝いをする祐子とサトシ、永楽寺で花嫁修業中のりさの姿が説明される。聖駿高校は吉井が校長になり、三宮は第3教頭に降格されラジオ番組を辞め、彼の替わりに平助が二代目カバヤキ三太郎を務めている。最後の卒業式にて学生服の平助が会場に現れ、一同に見守られて「青春」からの卒業証書を吉井から受け取り物語は幕となる。 |                                                                                           |            |          |                               |

## 放送日程
| 話数                                                                        | 放送日   | サブタイトル                                                  | 演出     | 視聴率 |
| --------------------------------------------------------------------------- | -------- | ------------------------------------------------------------- | -------- | ------ |
| 第1話                                                                       | 10月12日 | 恥と後悔と初恋の記憶                                          | 山室大輔 | 10.1%  |
| 第2話                                                                       | 10月19日 | お前しか見えない!                                             | 山室大輔 | 7.7%   |
| 第3話                                                                       | 10月26日 | 運命の学力テスト! 受験生必見!                                 | 福田亮介 | 6.7%   |
| 第4話                                                                       | 11月02日 | 恋の嵐! ガッついていこう!                                     | 金子文紀 | 6.7%   |
| 第5話                                                                       | 11月09日 | 仲間のため学校のためプライドを賭けて走れ! 運命の駅伝スタート! | 山室大輔 | 7.4%   |
| 第6話                                                                       | 11月16日 | ヒーローは最後にやってくる!                                   | 福田亮介 | 8.2%   |
| 第7話                                                                       | 11月23日 | 三島の空に響け! 彼女の贈り物                                  | 山室大輔 | 5.7%   |
| 第8話                                                                       | 11月30日 | 息子が女子? 合併解消! ついに告白!                             | 金子文紀 | 8.8%   |
| 第9話                                                                       | 12月07日 | 今日大事な人にごめんねとさよならを言います                    | 福田亮介 | 8.8%   |
| 最終話                                                                      | 12月21日 | 忘れない! 青春ほど楽しい授業はなかった!                       | 山室大輔 | 5.8%   |
| 平均視聴率 7.7%（視聴率はビデオリサーチ調べ、関東地区・世帯・リアルタイム） |          |                                                               |          |        |

## 関連商品
ホームメディア
ごめんね青春！／Blu-ray BOX
本編5枚+特典1枚の計6枚組。2015年6月3日発売、発売元：TBS、販売元：TCエンタテインメント。
ごめんね青春！／DVD-BOX
枚数、発売日など同上。

シナリオ集
- 宮藤官九郎『日曜劇場 「ごめんね青春！」 宮藤官九郎シナリオ集』2014年12月21日発売（KADOKAWA）ISBN 978-4047316980
  - 前編（第1話 - 第5話、2014年12月7日発売）、後編（第6話 - 第10話、2014年12月21日発売）に分けた電子書籍も発売された。

サウンドトラック
- 真島昌利、羽毛田丈史『TBS系 日曜劇場 「ごめんね青春！」 オリジナル・サウンドトラック』2014年12月3日発売（Anchor Records）UZCL-2063
  - 上記収録曲より、ボーナス・トラックの「聖駿高校 校歌」のみTBSのスマートフォン・フィーチャーフォン向けサイトで先行配信された。

## 関連作品
ラジオ番組
カバヤキ三太郎のごめんね青春! （TBSラジオ、2015年6月14日）
ドラマメディアの発売を記念して、劇中のラジオ番組がTBSラジオで放送された。
パーソナリティーは、カバヤキ三太郎こと生瀬勝久が担当。構成作家はドラマ脚本家の宮藤官九郎が担当。